# Ivan de la Bere
Sir Ivan de la Bere, britanski general, * 1893, † 1970.